# Лозе, Адольф
Адо́льф Ло́зе (нем. Adolf Lohse; 30 августа 1807, Берлин — 15 января 1867) — прусский архитектор, ученик Карла Фридриха Шинкеля.

## Биография
Лозе учился во Фридрихсвердерской гимназии. 13 января 1827 году успешно сдал экзамена на землемера и 3 мая получил должность чиновника прусского правительства во Франкфурте-на-Одере. В 1828 году Лозе вернулся в Берлин и в последующие годы выполнил многочисленные государственные и частные заказы.
27 марта 1847 года Лозе сдал государственный экзамен на строительного инспектора в сельском и водном хозяйстве. С середины 1855 года Лозе много путешествовал по Франции, Бельгии, Англии, Ирландии, Шотландии, Италии и Швейцарии. 1 июня 1857 года Лозе вновь приступил к работе строительным инспектором в Берлине. За свои заслуги 7 марта 1862 года получил звание королевского придворного строительного советника.
Одним из наиболее известных проектов Лозе стал замок Альбрехтсберг под Дрезденом, который был возведён в 1850—1854 годах для принца Альбрехта, брата короля Фридриха Вильгельма IV. По проекту Лозе был также возведён соседний замок Лингнера.
В 1860 году принц Альбрехт поручил Лозе реконструкцию Дворца Вернезобра на Вильгельмштрассе в Берлине, который впоследствии стал называться Дворцом принца Альбрехта.

## Работы
- 1841 переоформление нескольких помещений во Дворце принцесс, Берлин
- 1846—1849 руководство строительством тюрьмы в Моабите, Берлин
- 1850—1853 вилла Штокхаузен (замок Лингнера), Дрезден
- 1850—1854 замок Альбрехтсберг, Дрезден
- 1860—1862 реконструкция Дворца принца Альбрехта, Берлин